# Айсиньгьоро Исюань
Айсиньгьоро́ Исюа́нь (кит. трад. 愛新覺羅·奕譞, упр. 爱新觉罗·奕譞, 16 октября 1840 — 1 января 1891), взрослое имя Пуань (кит. трад. 朴庵), по прозвищам «господин из зала Цзюсытан» (кит. упр. 九思堂主人) и «отступивший в тень господин» (кит. упр. 退潜主人), великий князь Чунь (кит. трад. 醇親王, упр. 醇亲王, пиньинь Chúnxián qīnwáng) — маньчжурский аристократ, государственный деятель Цинской империи. Отец императора, правившего под девизом "Гуансюй" и дед последнего императора Китая Пуи.

## Биография
Исюань был сыном Айсиньгьоро Мяньнина, который в 1820 году взошёл на императорский трон и стал править под девизом «Даогуан». Так как он был седьмым сыном, то его называли «седьмым принцем» (七王爺). В феврале 1850 года на трон взошёл единокровный брат Исюаня — Айсиньгьоро Ичжу, ставший править под девизом «Сяньфэн», и Исюань был удостоен титула «удельный князь Чунь» (醇郡王). В 1860 году в соответствии с императорским указом он женился на маньчжурской девушке Ваньчжэнь из рода Ехэнара.
22 августа 1861 года Айсиньгьоро Ичжу скончался, и новым императором стал его пятилетний сын Цзайчунь (девиз правления — «Тунчжи»), мать которого — Драгоценная наложница И — была старшей сестрой жены Исюаня. Покойный император перед смертью назначил для управления государством в период несовершеннолетия сына регентский совет из шести придворных и двух князей, старшим в котором был князь Айсиньгьоро Сушунь. В ноябре 1861 Великий князь Гун вошёл в сговор с Драгоценной наложницей И (получившей титул «Вдовствующая императрица Цыси»), и они организовали дворцовый переворот. Исюаню было поручено схватить Сушуня и доставить его в Пекин, где его казнили. В результате участия в перевороте в последующие годы Исюань поднялся на высшие позиции при дворе и в армии, и в 1872 году ему был официально присвоен титул «великий князь Чунь» (醇亲王).
В январе 1875 года император скончался, не оставив наследника, и Цыси выбрала в качестве нового императора двухлетнего сына Исюаня — Цзайтяня. Для Цыси было очень удобным сделать императором малолетнего племянника — она могла продолжать править Китаем в качестве регента. Однако для самого Исюаня ситуация стала катастрофической. Ситуация, когда у правящего императора был живой отец, была для Китая очень необычной, и хотя это гарантировало Исюаню высокое положение и почести, паранойя Цыси и её нетерпимость к посягательствам на её власть и положение превращало эту позицию в чрезвычайно опасную.
Когда его сын стал императором, Исюань первым делом отказался от всех официальных постов. В 1876 году он предоставил трону меморандум, в котором заранее проклинал любого, кто предложит ему какой-либо пост как отцу императора. После того, как он отказался от всех постов в армии и правительстве, ему предложили заняться воспитанием молодого императора, на что он согласился.
В 1881 году скончалась вдовствующая императрица Цыань; ходили слухи об отравлении. Цыси стала единственной правительницей Китая. В 1884 году Великий князь Гун попал в опалу, и Исюань против своей воли оказался одной из самых мощных фигур при императорском дворе, уступая по влиянию лишь Цыси. Вдовствующая императрица зачастую направляла министров для обсуждения дел к Исюаню прежде, чем принимать решения. Всё это делало позицию Исюаня ещё более опасной, а потенциальный крах — ещё более страшным, поэтому он всеми силами старался доказать Цыси свою преданность. Когда в 1887 году Цзайтянь достиг совершеннолетия, именно Исюань обратился к Цыси с официальной просьбой о продлении регентства.
В 1885 году Исюань был назначен инспектором флота. В результате он оказался вовлечён в позорное дело растраты средств, собранных на строительство флота — вместо этого они были потрачены на строительство Летнего дворца Ихэюань для Цыси.
Айсиньгёро Исюань скончался в 1891 году, незадолго до завершения строительства Ихэюаня. В знак признания его заслуг титул «великий князь Чунь» был сделан наследственным, и перешёл к его сыну Цзайфэну. Самому Исюаню был посмертно присвоен титул «мудрый» (贤), добавляемый к титулу в официальной документации.

## Семья и дети

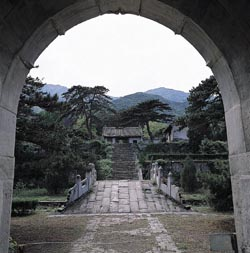
Могила Айсиньгёро Исюаня северо-западнее Пекина

### Жёны
- Главная жена: Ваньчжэнь (1841—1896)
- 1-я наложница: Яньцзя бывшая фрейлина Цыси
- 2-я наложница: китаянка из семьи Лю, сменила фамилию на маньчжурскую «Лингия»
- 3-я наложница: китаянка из семьи Ли, сменила фамилию на маньчжурскую «Лингия»

### Сыновья
дети главной жены
- Цзайжун (1864—1865)
- Цзайтянь (1871—1908)
- безымянный сын (1875—1875)
- Цзайгуан (1880—1885)

дети 2-й наложницы
- Цзайфэн (1883—1951)
- Цзайсюнь (1885—1949)
- Цзайтао (1887—1970)

### Дочери
- 1-я дочь, в 1860 году была рождена 1-й наложницей, но записана как рождённая главной женой. Умерла в 1866 году
- 2-я дочь, была рождена 2-й наложницей, прожила 3 года
- 3-я дочь, была рождена 3-й наложницей, прожила 28 лет